# 伊四百型潜水艦

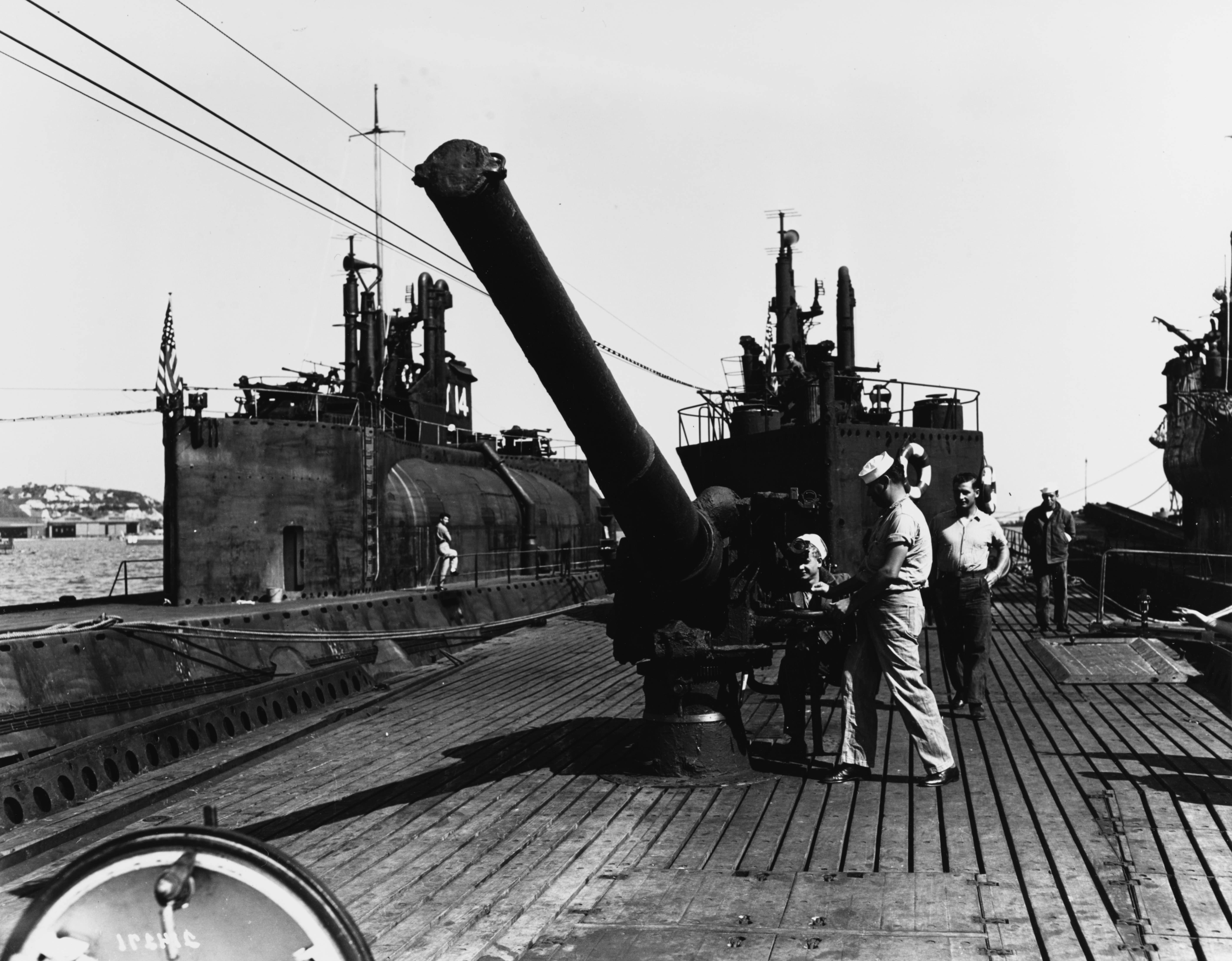
アメリカ本土に回航されて技術調査中の伊四百潜水艦。本型は軽巡洋艦なみの14cm主砲を後部甲板に装備していた。向かって右に伊十四潜水艦、左に伊四百一潜水艦も写っている。

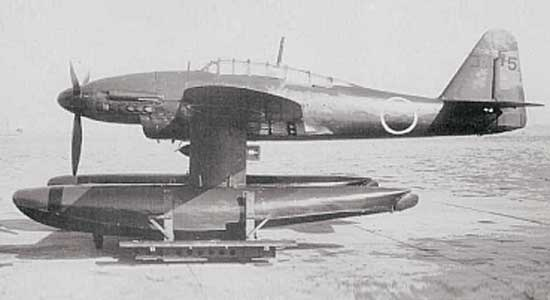
M6A 晴嵐

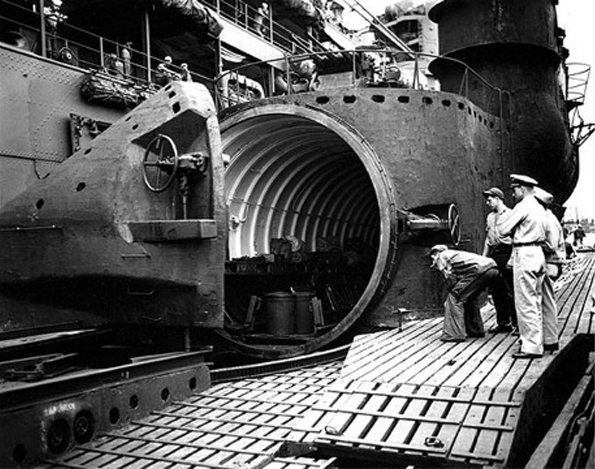
伊四百型潜水艦の飛行機格納筒

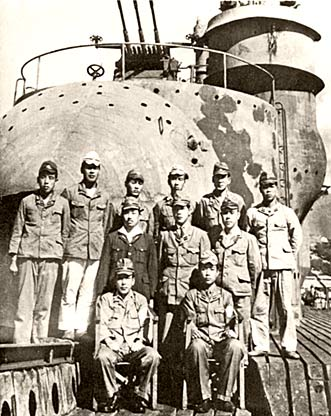
格納筒の前で撮影された伊四百の士官

伊四百型潜水艦（いよんひゃくがたせんすいかん）は、太平洋戦争中の大日本帝国海軍の潜水艦の艦級。特殊攻撃機「晴嵐」3機を搭載し、「潜水空母」とも俗称される。別名潜特型（せんとくがた）とも呼ばれる。なお、本型の計画縮小の補填として、巡潜甲型を改造した伊十三型潜水艦があり外形が似ている。

## 概要
3機の特殊攻撃機『晴嵐』が搭載可能であり、潜水空母（せんすいくうぼ）とも俗称される。第二次世界大戦中に就航した潜水艦の中で最大で、その全長はアメリカ海軍のガトー級を27メートル上回る。通常動力型潜水艦としては、2012年に竣工した中国人民解放軍海軍の032型潜水艦（水上排水量3,797t、水中排水量6,628t）に抜かれるまでは世界最大であった。
理論的には、地球を1周半航行可能という長大な航続距離を誇り、日本の内地から地球上のどこへでも任意に攻撃を行い、そのまま日本へ帰投可能であった。大柄な船体（排水量3,350tは軽巡洋艦夕張と比較してなお大きい）を持つが水中性能は良好であった。急速潜航に要する時間は1分である。
同型艦3隻が就航したが、いずれも大きな戦果をあげる前に終戦を迎え、連合国は日本の降伏までその存在を知らなかった。終戦直後にアメリカ軍が接収する際、その大きさにアメリカ軍士官が驚愕したという逸話が残っている。
伊四百、及び伊四百一はアメリカ軍による調査の後、自軍で使用することも検討していたが、ソビエト政府代表からの検分の要請があった直後、ソビエトへの情報漏洩を恐れてハワイ沖で魚雷によって海没処分となった。
処分後、その詳しい位置は記録されていなかったが、アメリカの調査家による10年来の海底調査により、2005年3月に伊四百一が、2013年8月に伊四百が発見され、海上保安庁により2015年8月に伊四百二が海底から発見された。
米海洋大気局(NOAA)の専門家は、伊四百型潜水艦は対艦兵器としか見なされていなかった潜水艦の用途を一変させ、「第2次世界大戦後の潜水艦は、この方向で実験と設計の変更が行われ、核の時代の弾道ミサイル発射能力を持った米軍潜水艦に行き着いた」と評価している。実際、戦後にアメリカ軍が浮上後の潜水艦からパルスジェットミサイルの発射実験を行った潜水艦が酷似した形をしていた。

## 経緯

### 航空機搭載可能潜水艦
第一次世界大戦後、日本海軍はドイツが制作した小型水上偵察機をもとに横廠式一号水上偵察機（潜水艦搭載偵察機）を開発した。昭和初期、日本海軍は「潜水艦を敵艦隊監視、追揮躡触接に用いる」という用法をおおむね確立。
潜水艦への小型水偵搭載は、潜水艦の偵察能力強化（監視能力強化）につながっていた。
これら航空機搭載可能潜水艦（伊号第五潜水艦、伊号第十二潜水艦など）に搭載する機体は九六式小型偵察機や零式小型水上偵察機といった、通常の潜水艦作戦における索敵用のものであった。
一方、特型潜水艦（後述）に求められたのは当初には彗星艦爆の搭載であり、それが実際的でないとされたため、特殊攻撃機晴嵐を新たに開発することになった。設計当初、晴嵐はフロートを装着せず非水上機として運用される予定だった（この場合、機体の回収は不可能になり、使い捨てとなる）。純爆撃・攻撃用途の飛行機を戦略的に運用することを計画上の主目的とした点で、従来の専用小型水偵を偵察目的として搭載した潜水艦とは、完全に一線を画している。

### 開発
太平洋戦争開戦後の1942年（昭和17年）1月、鈴木義尾軍令部第2部長から艦政本部に対し「新型潜水艦」について照会があった。同年5月、水上攻撃機2機（昭和19年初頭、3機に改訂）・航続距離三・三万浬・連続行動可能期間四ヶ月以上という特型潜水艦の艦型が決定した。この特型潜水艦が伊四百型潜水艦であり、水上攻撃機が晴嵐である。後日、黒島亀人軍令部第二部長（昭和17年当時は聯合艦隊先任参謀）が藤森康男中佐（軍令部部員）に語ったところによれば、構想そのものは山本五十六（太平洋戦争前半の聯合艦隊司令長官）に依る。山本はアメリカ東海岸での作戦に伊四百型を投入することを企図しており、戦史叢書「潜水艦史」では『常に、米国に直接脅威を与えるような作戦を考えていた山本長官の戦略思想からみれば、あり得ることであろう。』としている。
ミッドウェー海戦後の同年6月20日、聯合艦隊司令部（旗艦大和）において関係者の研究会がおこなわれ、従来の既定計画軍戦備を根本的に修正することになった。これが改⑤計画である。同計画では潜水艦139隻建造することになったが、この中に特型潜水艦（基準排水量3,530トン、速力19.6ノット）18隻の建造が含まれていた。（設計番号はS50）。計画隻数18隻中、2隻は旗艦設備を、2隻は予備旗艦設備を持つ。搭載魚雷数は、旗艦18本、通常型は22本。だが、戦局の移行と共に計画は次第に縮小される。1943年（昭和18年）10月15日附の軍令部商議により、特型潜水艦（伊四百型）は5隻に減らされた。最終的に3隻（伊400、伊401、伊402）が完成した。

### 完成
建造計画の縮小を補うため、1隻当たりの搭載機数が3機に増加されたうえ、建造途中の甲型潜水艦を晴嵐2機搭載可能な潜水空母に改造した（伊十三型潜水艦：伊十三、伊十四）。
伊四百型の建造目的は、元々はアメリカ本土攻撃である。立案は山本五十六であり南アメリカ南端を通過してアメリカ東海岸を攻撃目標としていた。スミソニアン航空宇宙博物館の近代軍用機担当学芸員ディック・ダーソは、「アメリカ東海岸を隠密裏に攻撃するよう特殊設計されており、おそらくワシントンD.C.やニューヨーク市を標的としていたものと考えられる」としている。そのため、建造要綱として33000海里の航続距離が要求された。長大な航続距離は船体の大型化に拍車をかけた。当初は『晴嵐』の搭載数は2機であったが、伊四百型の建造数が当初の18隻から10隻に削減されたことより（後で更に建造数は削減された）、急遽3機に変更要請された。すでに伊400においては建造が開始されていたため、格納筒を後部へ10m延長するとともに『晴嵐』の仕様を一部変更する、格納扉にくぼみを設ける、弾薬庫と対空火器の位置を変更する、などの設計変更で3機の搭載を可能とした。
しかし、1945年5月にドイツが降伏したことで大西洋方面の英米艦隊が太平洋に移動してくることが予想されたため、攻撃目標はアメリカ東海岸からパナマ運河のゲートに変更された。運河のゲートを破壊することによってガトゥン湖の水を溢れさせようという計画であったため、『晴嵐』には魚雷の装備が要求された。伊400完成後、パナマ運河を念頭においた訓練が開始された。『晴嵐』の組み立ては、飛行機に不慣れな乗員が行っていたため、3機の『晴嵐』を発射するのに当初は半日近くかかったが、訓練後には15-20分程度で3機の射出が完了するようになった。しかし、その頃には既に大半の英米艦艇は太平洋に移動済みであり、今さらパナマ運河を破壊しても戦略的意義が無いということで、再び攻撃目標が変更されて最終的にはウルシー泊地への特攻計画となった（『晴嵐』を体当たり特攻機として使用し、回収しない計画）。

## 構造
通常の複殻式船体の潜水艦は、1本の水密された筒からできている内殻と、それの外部にメイン・タンク、補助タンク等を置き、さらに全体を包む外殻から構成されている。伊四百型では2本の筒を並列し、筒の一部を合着した内殻を採用した。そのため、艦の断面図が眼鏡のような形になっている。この内殻の外部を外殻で包んでおり、艦の全高を抑えて安定性を高めることができた。ディーゼルエンジンを左右の内殻に2基ずつ配置し、横方向に4基のエンジンが並ぶ配置となった。
2基のエンジンで1つのスクリュープロペラを駆動した。伊四百の内殻の上方には、水密された飛行機格納筒、司令筒、これらを一体化したセイルなど、大型の上部構造物を設置しなければならなかったため、安定性の確保は重要な問題であった。なお、眼鏡型船体は伊五一でも採用されている。飛行機格納筒の直径は晴嵐のプロペラがギリギリ収納できる直径4mとされたため、晴嵐の主翼の格納は90度回転させてから後方に折りたたむという、今までの日本海軍艦載機では類を見ない特殊な格納方法となった。フロート部分は取り外され、格納塔外の最上甲板下部に収納された。
カタパルトには四式一号一〇型を採用した。日向、大和に採用された一式二号射出機よりも40cmほど大きく、最大5tの航空機を射出した。射出動力は圧搾空気である。3機全ての発艦には30〜45分の時間を要したが、充分に訓練を積んだ伊四百では15分前後にまで短縮することができた。

## 戦歴
第六艦隊司令部により、当初はパナマ運河の、次は1942年2月と6月、9月の複数回にわたって伊号第二十五潜水艦などにより行われた、アメリカ本土西海岸部への再度の攻撃が検討された。しかし、1944年12月に発生した東南海地震に加え、本土空襲で愛知航空機の工場が破壊されたため、晴嵐の完成が遅延した。
1944年（昭和19年）12月30日、伊十三と伊四百をもって第一潜水隊が編成された。1945年（昭和20年）1月8日に伊四百一、3月14日に伊十四が編入され、潜水艦4隻（伊13、伊14、伊400、伊401）となった。同年3月、伊四百は艦と搭載航空機との共同訓練を終了したが、この時点で伊十三、伊十四には晴嵐が搭載されておらず、格納庫は空の状態だった。
作戦目標の再選定が行われ、最終的に1945年（昭和20年）6月12日頃、ウルシー泊地の在泊艦船への米機動部隊への攻撃が決定された。第六艦隊（先遣部隊）においてはサンフランシスコ空爆を希望していたという。
ウルシー湾奇襲作戦は、艦上偵察機彩雲をトラック島に輸送する光作戦（伊十三、伊十四）と、ウルシー泊地への晴嵐特攻攻撃『嵐作戦』（伊四百、伊四百一）から成る。嵐作戦に先立ち、光作戦によってトラック泊地に進出した彩雲がウルシー泊地の偵察を敢行する予定であった。
7月5日に大湊を出撃した伊十三は、7月20日のトラック泊地到着を予定していたが消息不明となった（7月16日、米護衛空母の艦載機と水上部隊によって撃沈される）。7月中旬に大湊を出撃した伊十四は、8月4日にトラック泊地到着。彩雲を陸揚し、作戦の第一段階が成功した。
これにより、第一潜水隊の攻撃予定日は8月17日3時に会合の上、作戦開始と決定された。7月20日-21日に第一潜水隊（伊400、伊401）は出撃。別のコースでウルシーに向かった。8月14日にウルシー沖の会合地点に無事到着して伊401との会合を待っていたが、8月15日の玉音放送を受信すると、艦内でこのまま攻撃を実施するか呉に帰港するか激論となった。最終的に艦長判断で攻撃を中止し、呉に帰ることになった。
内地へ帰投する途中、伊四百は東京湾北東500海里で、伊四百一は三陸沖で米軍に拿捕された。攻撃隊指揮官の有泉大佐は、伊401艦内で自決した。なお、このとき米軍が撮影した伊四百乗組員のカラー映像が残っており、後年日本の報道番組内で公開された。

## 同型艦
伊号第四百潜水艦（第5231号艦）
1944年（昭和19年）12月30日呉海軍工廠で竣工。連合艦隊第6艦隊第1潜水隊に所属。ウルシー南方で待機中敗戦を迎える。帰投命令を受領し搭載機、魚雷を投棄。8月29日にアメリカ駆逐艦ブルーに接収され、8月30日横須賀港に帰港。9月15日除籍。その後、アメリカ本土に回航されて技術調査され、ハワイ近海で実艦標的として撃沈処分。2013年8月にハワイ海底研究所によりオアフ島南西の海底で発見された。
伊号第四百一潜水艦（第5232号艦）
1945年（昭和20年）1月8日佐世保海軍工廠で竣工。連合艦隊第6艦隊第1潜水隊に所属。カロリン諸島ポナペ島沖で伊四百と合流できず、そのままウルシー攻撃に向かうが終戦により日本へ帰投。8月29日ヒラム・カスディ中佐の率いるアメリカ軍部隊が接収。座乗して指揮を執っていた第1潜水隊司令有泉龍之助大佐は艦内で自決した。8月31日横須賀港に帰港、9月15日除籍。アメリカ本土に回航され技術調査され、ハワイ近海で実艦標的として撃沈処分。2005年3月20日にハワイ大学の研究チームにより海底で発見された。
伊号第四百二潜水艦（第5233号艦）
1945年（昭和20年）7月24日佐世保海軍工廠で竣工。連合艦隊第6艦隊第1潜水隊に所属。8月11日に呉で爆撃をうけ損傷。呉で整備中に敗戦を迎える。11月30日除籍。1946年（昭和21年）4月1日長崎県五島列島北方の東シナ海でアメリカ軍の実艦標的として撃沈処分。2015年（平成27年）8月7日には、海上保安庁が同年7月に観測船「海洋」が伊号第四百二潜水艦と思われる沈没船を発見したと発表した。
第5234号艦
戦局の悪化から1943年10月に計画中止。
伊号第四百四潜水艦（第5235号艦）
1943年（昭和18年）11月18日呉海軍工廠で起工、翌年7月7日に進水。1945年（昭和20年）8月末竣工予定も95%で工事中止し島影に疎開。7月28日呉軍港空襲により大破、後に連合国軍に対する技術隠匿のために自沈処分。1951年12月浮揚、翌年解体。
伊号第四百五潜水艦（第5236号艦）
1944年（昭和19年）9月27日川崎重工業泉州工場で起工したが直後に建造中止、解体。
第5237号艦
戦局の悪化から1943年10月に計画中止。
第5238号艦
1943年（昭和18年）12月20日、呉海軍工廠で起工したが直後に建造中止、解体。
第5239号艦から第5240号艦
戦局の悪化から1943年10月に計画中止。
第5241号艦から第5248号艦
戦局の悪化から1943年7月に計画中止。